# Dubplate
Dubplate je CD nebo LP (acetátová) deska vytvořená v počtu jednoho kusu v krátké době hudebním producentem, diskžokejem či soundsystémem pro jeho potřebu. Většinou se jedná o žánry drum and bass, reggae, dubstep nebo jungle. Tyto desky nejsou určeny pro prodej a zpěvák, DJ či MC je nahrává speciálně pro konkrétní soundsystém nebo selektora. Dubplate desky se uplatní při běžné selekci, v reggae pak v hudebních soubojích Sound Clash. Jedná se tedy o exkluzivní nahrávky a většinou v hudebních bitvách vítězí soundsystém, který má více povedených dubplates. Vítězný soundsystém se nazývá Champion sound.